# Frances Kinne
Frances Bartlett Kinne (Story City, 23 de mayo de 1917-Jacksonville, 10 de mayo de 2020) fue una autora, administradora universitaria, y música estadounidense. Fue la primera presidenta universitaria en mantener esa posición en el estado de Florida, y la segunda de los Estados Unidos.

## Educación y primeros años
Frances Kinne nació el 23 de mayo de 1917, en Story City, Iowa del matrimonio de Bertha Olson Bartlett y Charles M. Bartlett. Se graduó del instituto en 1934 y asistió a la Universidad de Profesores del Estado de Iowa (ahora Universidad del norte de Iowa). Kinne recibió lecciones de piano en la Universidad Estatal de Iowa durante los veranos de forma gratuita. Más tarde asistió a la Universidad Drake y recibió su Bachillerato en Educación Musical durante el inicio de la Segunda Guerra Mundial. Durante la guerra, fue anfitriona del Ejército de los Estados Unidos para las Organizaciones de Servicio Unidas por tres años. En 1957, se graduó de la Universidad de Fráncfort, Alemania del oeste con un PhD en Música, Literatura inglesa, y Filosofía.

## Carrera
En 1958, Kinne se mudó a San Agustín, Florida y llegó a ser profesora ayudante de Humanidades en la Universidad de Jacksonville, después de ser reclutada por el entonces presidente universitario Franklyn A. Johnson. Fundó la Escuela de Bellas Artes de la Universidad en 1960 y fue nombrada Profesora del Año en 1961 y 1962. Los clubes mayores de Mujeres Empresariales y Profesionales de Jacksonville le concedieron el Premio de Logros Distinguidos. Durante su oficio en los años 60, las estudiantes de artes de la Universidad aumentaron en un 42 %. En 1969, fue escogida para llegar a ser la primera mujer decana de una universidad en los Estados Unidos, nombrada como decana de la Escuela de Bellas artes de la Universidad de Jacksonville.
En 1973, Kinne recibió el primer Premio para las Artes del Gobernador de Florida. Fue nombrada presidenta suplente  de la Universidad de Jacksonville en 1979 después de que al presidente Rob Spiro se le pidiera la dimisión de su cargo por parte del Consejo Ejecutivo. Mientras era presidenta suplente, Kinne estableció la Escuela de Negocios y recibió el Premio EVE de la Década de la Compañía Editorial de Florida.
Kinne fue nombrada presidenta permanente de la Universidad de Jacksonville en 1980 y eliminó la deuda de la Universidad dentro de 18 meses de su nombramiento. Durante este tiempo, aprobó la creación de una nueva Escuela de Enfermería en la Universidad, la cual graduó a su primer alumnado de enfermeras en 1983. Kinne lanzó una Campaña de Aniversario por los 50 años de la Universidad en 1983 y exitosamente recaudó $16 millones. En 1986, fue añadida al Salón de la Fama de Mujeres de Florida y nombrada presidenta del consejo de Institutos Independientes y Universidades de Florida por el presidente de los EE. UU. Ronald Reagan. Kinne se retiró como presidenta de la Universidad de Jacksonville en 1989 y fue inmediatamente elegida para llegar a ser la primera Canciller de la Universidad de Jacksonville por el Consejo Ejecutivo.
El 1 de noviembre de 2012, la ciudad de Jacksonville proclamó el Día de la Dra. Frances Bartlett Kinne. En los 12° Premios anuales a las Mujeres de Influencia de laJacksonville Business Journal, recibió el premio por logros en su vida.

## Vida personal
Kinne se casó con su primer marido, Coronel Harry L. Kinne, en 1948. Él murió de cáncer en la Clínica Mayo en Jacksonville, Florida el 26 de abril de 1981.
Se casó con el Coronel M. Worthington Bordley en 1992. 
Kinne publicó una memoria de su vida en 2000 titulada Chica de Iowa: La Presidenta Usa una Falda.
Falleció en Jacksonville, Florida el 10 de mayo de 2020, a la edad de 102 años.